# 广福镇 (开江县)
广福镇，是中华人民共和国四川省达州市开江县下辖的一个乡镇级行政单位。

## 行政区划
广福镇下辖以下地区：
广福社区、皇城坝村、卢家沟村、夏家庙村、兰草沟村、冉家垭口村、双河口村、兰家榜村和石板滩村。